# 인천사리울초등학교
인천사리울초등학교는 대한민국 인천광역시 남동구에 있는 공립 초등학교이다. 또한 병설 유치원과 붙어 있다

## 학교 연혁
- 2011년 3월 1일: 개교,초대 이충국교장 취임
- 2014년 3월 1일: 2대 최석종교장 취임
- 2015년 9월 1일: 3대 황인상교장 취임
- 2019년 9월 1일: 4대 최용하교장 취임

## 참고 자료
- 인천사리울초등학교 - 한국교육학술정보원 학교알리미